# Marion (Massachusetts)
Marion és una població dels Estats Units a l'estat de Massachusetts. Segons el cens del 2000 tenia 5.123 habitants.

## Demografia
Segons el cens del 2000, Marion tenia 5.123 habitants, 1.996 habitatges, i 1.441 famílies. La densitat de població era de 135,2 habitants/km².
Dels 1.996 habitatges en un 0% hi vivien nens de menys de 18 anys, en un 61,4% hi vivien parelles casades, en un 8,4% dones solteres, i en un 27,8% no eren unitats familiars. En el 24,1% dels habitatges hi vivien persones soles l'11,9% de les quals corresponia a persones de 65 anys o més que vivien soles. El nombre mitjà de persones vivint en cada habitatge era de 2,51 i el nombre mitjà de persones que vivien en cada família era de 3.
Per edats la població es repartia de la següent manera: un 25,1% tenia menys de 18 anys, un 4,2% entre 18 i 24, un 24,7% entre 25 i 44, un 28,3% de 45 a 60 i un 17,7% 65 anys o més.
L'edat mediana era de 42 anys. Per cada 100 dones de 18 o més anys hi havia 87,8 homes.
La renda mediana per habitatge era de 61.250 $ i la renda mediana per família de 74.265$. Els homes tenien una renda mediana de 46.711 $ mentre que les dones 35.911$. La renda per capita de la població era de 37.265$. Entorn del 3,5% de les famílies i el 4,6% de la població estaven per davall del llindar de pobresa.